# Victor Gold
Pour les articles homonymes, voir Gold.
Victor Gold, né à East St. Louis (Illinois) le 25 septembre 1928 et mort à Alexandria (Virginie) le 5 juin 2017, est un journaliste et homme politique américain.

## Biographie
Victor Gold fut sous-secrétaire à la communication de Barry Goldwater en 1964 et chargé de communication du vice-président des États-Unis Spiro Agnew.
Il fut également un des rédacteurs des discours de George H.W. Bush, de Gerald Ford et de Bob Dole.
Il exerça en tant que directeur de campagne pour des clients aussi variés que Big Jim Folson ou Shirley Temple Black.
Il travaille actuellement pour différents journaux comme le Washingtonian.

## Ouvrages
- (en) Invasion of the Party Snatchers: How the Holy-Rollers and Neo-Cons Destroyed the GOP, Source books, 2007  (ISBN 978-1402208416)
- (en) Liberwocky: What Liberals Say and What They Really Mean; Nelson Current, 2004  (ISBN 0785260579)
- (en) The Body Politic par Victor Gold et Lynne Cheney (l'épouse de Dick Cheney), Saint Martin Press, 2000  (ISBN 0312979630)
- (en) Looking Forward: An Autobiography par George Bush avec Victor Gold, Bantam Books, 1991,  (ISBN 055327791X)
- (en) PR as in President, Doubleday, 1977  (ISBN 0385123345)
- (en) I don't need you when I'm right: The confessions of a Washington PR man, Morrow, 1975  (ISBN 0688029094)